# Phodopus
A Phodopus az emlősök (Mammalia) osztályának rágcsálók (Rodentia) rendjébe, ezen belül a hörcsögfélék (Cricetidae) családjába tartozó nem.

## Rendszerezés
A nembe az alábbi 3 faj tartozik:
- Campbell-hörcsög (Phodopus campbelli) Thomas, 1905
- Roborovszkij-törpehörcsög (Phodopus roborovskii) Satunin, 1903 – típusfaj
- dzsungáriai törpehörcsög (Phodopus sungorus) Pallas, 1773